# Ember a Holdon
Az Ember a Holdon (eredeti cím: Man on the Moon) 1999-ben bemutatott életrajzi vígjáték-filmdráma Andy Kaufman amerikai előadóművészről, akit Jim Carrey alakít. A filmet Miloš Forman rendezte, zenéjét a R.E.M. rockegyüttes szerezte, a mellékszerepekben Danny DeVito, Courtney Love és Paul Giamatti látható.
A film különös figyelmet szentel a különböző vicceknek, átveréseknek, beugratásoknak és eseményeknek, amelyekről Kaufman híres volt, különösen a Jerry "A király" Lawler pankrátorral folytatott hosszas "veszekedésének", valamint Tony Clifton, a trágár énekes karakterének megformálásának.
Az Amerikai Egyesült Államokban 1999. december 22-én, az Egyesült Királyságban 2000. május 5-én mutatták be a Universal Pictures, egyes országokban pedig a Warner Bros. Pictures forgalmazásában. A film kereskedelmi szempontból megbukott, és általánosságban vegyes kritikákat kapott, Carrey azonban elismerését kapott alakításáért, és Golden Globe-díjat nyert, amely a Truman Show-ért kapott díja után a második volt.

## Rövid történet
A legendás amerikai komikus, Andy Kaufman élete és karrierje.

## Cselekmény
A történet végigköveti Kaufman útját gyermekkorától kezdve a comedy clubokban való fellépéseken át a televíziós megjelenésekig, amelyek híressé tették őt. A filmben láthatjuk a Saturday Night Live-ban, a Late Night with David Lettermanben, és a Fridaysben való fellépéseit. 

## Szereplők
| Karakter                                   | Színész                     | Magyar hang       |
| ------------------------------------------ | --------------------------- | ----------------- |
| Andy Kaufman / Tony Clifton / Latka Gravas | Jim Carrey                  | Kerekes József    |
| George Shapiro                             | Danny DeVito                | Balázs Péter      |
| Lynne Margulies                            | Courtney Love               | Ősi Ildikó        |
| Bob Zmuda / Tony Clifton                   | Paul Giamatti               | Fazekas István    |
| Maynard Smith                              | Vincent Schiavelli          | Gruber Hugó       |
| Ed. Weinberger                             | Peter Bonerz                | Dobránszky Zoltán |
| Önmaga                                     | Jerry Lawler                | Gesztesi Károly   |
| Stanley Kaufman                            | Gerry Becker                | Németh Gábor      |
| Janice Kaufman                             | Leslie Lyles                | Illyés Mari       |
| Mr. Besserman                              | George Shapiro              | Versényi László   |
| Önmaga                                     | Richard Belzer              |                   |
| kékgalléros fickó                          | Patton Oswalt               |                   |
| Carol Kaufman                              | Melanie Vesey               | Dudás Eszter      |
| Carol Kaufman                              | Brittany Colonna (fiatalon) | Lugosi Rozi       |
| Michael Kaufman                            | Michael Kelly               |                   |
| Merv Griffin                               | Michael Villani             |                   |
| Jack Burns                                 | Bob Zmuda                   |                   |
| National Enquirer szerkesztője             | Tracey Walter               |                   |
| Önmaga                                     | Marilu Henner               | Hirling Judit     |
| Önmaga                                     | Judd Hirsch                 |                   |
| Önmaga                                     | Christopher Lloyd           |                   |
| Önmaga                                     | Carol Kane                  |                   |
| Önmaga                                     | Jeff Conaway                |                   |
| Önmaga                                     | David Letterman             | Áron László       |

Kevin Spacey, Edward Norton, John Cusack és Hank Azaria is jelentkezett Andy Kaufman szerepére.

## Filmkészítés
A filmet 1998 telén forgatták Los Angelesben.
A Jim & Andy: The Great Beyond című dokumentumfilm 2017 novemberében jelent meg. A dokumentumfilm a kulisszák mögötti felvételek alapján mutatja be az Ember a Holdon forgatását, különös tekintettel Carrey Kaufmant alakító módszeres színészi játékára.

## Filmzene
A film zenéjét az R.E.M. rockegyüttes írta, amelynek 1992-es "Man on the Moon" című dala (eredetileg Kaufman tiszteletére íródott) adta a film címét. A filmzene tartalmazta a Grammy-jelölt "The Great Beyond" című dalt is, amely máig a zenekar legsikeresebb száma az Egyesült Királyságban.